# Riccardo Sebellin
Riccardo Sebellin (Vicenza, 15 settembre 1847 – Vicenza, 4 settembre 1925) è stato un imprenditore, politico e dirigente sportivo italiano, noto per essere stato l'ottavo presidente del Vicenza Calcio dal 1920 al 1925.

## Biografia
Appartenente a una ricca famiglia imprenditoriale, i cui avi si erano trasferiti a Rossano già all'inizio del XVIII secolo, Riccardo Sebellin fu sindaco di Rossano Veneto per più amministrazioni fino al 1920, contribuendo a proprie spese all'ammodernamento e all'abbellimento urbanistico del suo comune.
Il cavalier Riccardo Sebellin fu inoltre uno dei soci più attivi del Vicenza Calcio, assumendone la presidenza nel settembre 1920 in seguito alle dimissioni del tenente generale Luigi Maglietta.
Nella stagione 1920-1921, alla sua prima presidenza, la squadra berica soffrì a causa di una intensa crisi dirigenziale.
Nell'annata 1921-1922 il Vicenza inizialmente fu obbligato a disputare uno spareggio interdivisionale con la prima classificata di Seconda Divisione (il Derthona) per ottenere la permanenza in Prima Divisione. In seguito al Compromesso Colombo, fu costretto a disputare due spareggi salvezza (quello interdivisionale e, in aggiunta, un altro interfederale): perse il primo e retrocesse in Seconda Divisione.
Nel campionato 1922-1923 la squadra berica retrocedette in Terza Divisione dopo aver perso lo spareggio a Ferrara contro il Grion Pola.
Nella stagione 1923-1924 la formazione vicentina giunse al 1º posto nel Girone C di Terza Divisione venendo promosso in Seconda Divisione arrivando 1º nel girone finale dopo aver vinto lo spareggio a Portogruaro contro la Pro Gorizia.
Nell'annata 1924-1925, (ultima stagione di presidenza del cavalier Riccardo Sebellin) il Vicenza giunse al 1º posto nel Girone D di Seconda Divisione dopo aver vinto gli spareggi contro Udinese e Olympia Fiume. Venne punito per i tesseramenti irregolari degli ungheresi Horwart e Molnár, e relegato all'ultimo posto con conseguente retrocessione. Successivamente, la società addiviene ad un compromesso con la FIGC che lo reintegra in organico in soprannumero.
Riccardo Sebellin resse l'incarico di presidente fino al 1925 (anno della sua morte), dimettendosi per motivi di salute, lasciando il timone biancorosso al cavalier Amilcare Schiavo.